# Paral·lel 62
Paral·lel 62 es un espacio de programación cultural creado en forma de Consejo Social con representación de entidades y actores que forman parte del proyecto o que son afines.
En su estrategia global del proyecto, la programación y el impacto social, existe también la vinculación al territorio, la economía social y los sectores musical y cultural. También programan espectáculos de calidad, inclusivos, accesibles, interculturales y paritarios, yendo más allá de una sala de conciertos y acogiendo talentos emergentes para todos los públicos. En el espacio inaugurado en octubre de 2022,    se pueden ver obras de música, teatro, danza, circo, presentaciones de libros, monólogos, jornadas de pensamiento, reflexión, entre otros. Su ubicación se encuentra en el Paral·lel, justo en el edificio que había sido el Circo Español Modelo, Teatro Circo Español, Gran Teatro Español, Studio 54, Scenic Barcelona, Arteria Paral·lel, y Sala Barts (Barcelona Arts On Stage) .  
Es una entidad de titularidad municipal pública y de servicio público, por lo que presenta memorias anuales de actividad del proyecto. La gestión corre a cargo de la Unió Temporal d’Empreses (UTE - Unión Temporal de Empresas) constituida por las cooperativas L'Afluent, Quesoni y la Sala Upload.   Cuenta con dos salas, la Sala grande con aforo de más de 2.000 personas y El Club 62 con aforo para 120 personas de pie.  El 19 de julio de 2023 se anunció que la comercializadora de energía pública de Barcelona Energía (BE) había firmado un convenio para suministrar electricidad completamente sostenible a las salas de paralelo 62. 